# Championnat de Colombie de football 1988
Navigation
Saison précédente Saison suivante
La saison 1988 du Championnat de Colombie de football est la quarante-et-unième édition du championnat de première division professionnelle en Colombie. Les quinze meilleures équipes du pays disputent le championnat qui se déroule en trois phases :
- le Tournoi Ouverture (Torneo Hector Mesa Gomez) voit les équipes réparties en trois poules de cinq, puis en cinq poules de trois.
- lors du tournoi Clôture (Torneo Carlos Arturo Mejia), les équipes sont regroupées au sein d'une poule unique où elles s'affrontent deux fois, à domicile et à l'extérieur. À l'issue de cette phase, il n'y a ni promotion, ni relégation.
- l'Octogonal est la poule unique comportant les huit meilleures équipes au classement cumulé des deux tournois. Elles s'affrontent à nouveau deux fois, à domicile et à l'extérieur. L'équipe terminant en tête est sacrée championne et se qualifie pour la prochaine édition de la Copa Libertadores en compagnie de son dauphin.

C'est le CD Los Millonarios, tenant du titre, qui remporte à nouveau la compétition, après avoir terminé en tête de l'Octogonal, devant l'Atlético Nacional et l'América de Cali. C'est le treizième titre de champion de l'histoire du club.
Après seize saisons consécutives passées avec les quatorze mêmes formations, une quinzième équipe, le Sporting de Barranquilla rejoint la Primera A à partir de cette année.

## Les clubs participants
| - Independiente Santa Fe - CD Los Millonarios - Deportes Tolima - Atlético Bucaramanga - Once Caldas - Independiente Medellin - Unión Magdalena - Sporting de Barranquilla | - Atlético Nacional - Deportivo Pereira - América de Cali - Cucuta Deportivo - Deportes Quindio - Deportivo Cali - Atlético Junior |

## Compétition
Le barème utilisé pour établir l'ensemble des classements est le suivant :
- Victoire : 2 points
- Match nul : 1 point
- Défaite : 0 point

### Tournoi Ouverture
- Classement cumulé à l'issue des Pentagonales et Trinagulares :

| Rang | Équipe                   | Pts | J  | G | N | P | Bp | Bc | Diff |
| ---- | ------------------------ | --- | -- | - | - | - | -- | -- | ---- |
| 1    | Atlético Nacional        | 20  | 12 | 9 | 2 | 1 | 18 | 5  | +13  |
| 2    | América de Cali          | 17  | 12 | 6 | 5 | 1 | 14 | 9  | +5   |
| 3    | CD Los MillonariosT      | 15  | 12 | 5 | 5 | 2 | 11 | 7  | +4   |
| 4    | Deportivo Cali           | 13  | 12 | 4 | 5 | 3 | 17 | 14 | +3   |
| 5    | Cucuta Deportivo         | 13  | 12 | 4 | 5 | 3 | 11 | 11 | 0    |
| 6    | Deportes Quindio         | 13  | 12 | 4 | 5 | 3 | 12 | 12 | 0    |
| 7    | Independiente Santa Fe   | 12  | 12 | 4 | 4 | 4 | 14 | 13 | +1   |
| 8    | Deportivo Pereira        | 12  | 12 | 4 | 4 | 4 | 11 | 11 | 0    |
| 9    | Deportes Tolima          | 12  | 12 | 4 | 4 | 4 | 19 | 23 | -4   |
| 10   | Sporting de Barranquilla | 11  | 12 | 3 | 5 | 4 | 12 | 13 | -1   |
| 11   | Atlético Junior          | 10  | 12 | 4 | 2 | 6 | 10 | 14 | -4   |
| 12   | Independiente Medellin   | 9   | 12 | 2 | 5 | 5 | 11 | 16 | -5   |
| 13   | Atlético Bucaramanga     | 9   | 12 | 3 | 3 | 6 | 11 | 17 | -6   |
| 14   | Unión Magdalena          | 8   | 12 | 3 | 2 | 7 | 8  | 15 | -7   |
| 15   | Once Caldas              | 6   | 12 | 1 | 5 | 6 | 10 | 16 | -6   |

|  | Équipe obtenant un bonus |

- Les quatre premiers du classement obtiennent respectivement 1, 0.75, 0.5 et 0.25 point de bonus.

### Tournoi Clôture
| Rang | Équipe                   | Pts | J  | G  | N  | P  | Bp | Bc | Diff |
| ---- | ------------------------ | --- | -- | -- | -- | -- | -- | -- | ---- |
| 1    | CD Los MillonariosT      | 42  | 28 | 19 | 4  | 5  | 49 | 21 | +28  |
| 2    | Independiente Santa Fe   | 41  | 28 | 16 | 9  | 3  | 44 | 21 | +23  |
| 3    | Atlético Nacional        | 39  | 28 | 16 | 7  | 5  | 44 | 23 | +21  |
| 4    | Atlético Junior          | 33  | 28 | 12 | 9  | 7  | 46 | 28 | +18  |
| 5    | América de Cali          | 31  | 28 | 13 | 5  | 10 | 48 | 42 | +6   |
| 6    | Deportes Quindio         | 31  | 28 | 13 | 5  | 10 | 37 | 34 | +3   |
| 7    | Independiente Medellin   | 30  | 28 | 9  | 12 | 7  | 30 | 28 | +2   |
| 8    | Deportivo Pereira        | 30  | 28 | 8  | 14 | 6  | 32 | 28 | +4   |
| 9    | Cucuta Deportivo         | 27  | 28 | 10 | 7  | 11 | 37 | 42 | -5   |
| 10   | Deportes Tolima          | 26  | 28 | 8  | 10 | 10 | 24 | 32 | -8   |
| 11   | Deportivo Cali           | 22  | 28 | 8  | 6  | 14 | 30 | 37 | -7   |
| 12   | Sporting de Barranquilla | 21  | 28 | 7  | 7  | 14 | 28 | 51 | -23  |
| 13   | Atlético Bucaramanga     | 20  | 28 | 5  | 10 | 13 | 25 | 37 | -12  |
| 14   | Once Caldas              | 15  | 28 | 3  | 9  | 16 | 26 | 49 | -23  |
| 15   | Unión Magdalena          | 12  | 28 | 2  | 8  | 18 | 16 | 43 | -27  |

|  | Équipe obtenant un bonus |

- Les quatre premiers du classement obtiennent respectivement 1, 0.75, 0.5 et 0.25 point de bonus.

### Classement cumulé
Un classement cumulé des résultats obtenus lors des tournois Ouverture et Cloture permet de désigner les huit clubs qualifiés pour l'Octogonal.
| Rang | Équipe                   | Pts | J  | G  | N  | P  | Bp | Bc | Diff |
| ---- | ------------------------ | --- | -- | -- | -- | -- | -- | -- | ---- |
| 1    | Atlético Nacional        | 59  | 40 | 25 | 9  | 6  | 62 | 28 | +34  |
| 2    | CD Los MillonariosT      | 57  | 40 | 24 | 9  | 7  | 60 | 28 | +32  |
| 3    | Independiente Santa Fe   | 53  | 40 | 21 | 11 | 8  | 58 | 34 | +24  |
| 4    | América de Cali          | 48  | 40 | 19 | 10 | 11 | 62 | 50 | +12  |
| 5    | Atlético Junior          | 43  | 40 | 16 | 11 | 13 | 56 | 42 | +14  |
| 6    | Deportes Quindío         | 43  | 40 | 17 | 10 | 13 | 49 | 47 | +2   |
| 7    | Deportivo Pereira        | 42  | 40 | 12 | 18 | 10 | 43 | 39 | +4   |
| 8    | Cúcuta Deportivo         | 40  | 40 | 14 | 12 | 14 | 48 | 53 | -5   |
| 9    | Independiente Medellín   | 39  | 40 | 11 | 17 | 12 | 41 | 44 | -3   |
| 10   | Deportes Tolima          | 38  | 40 | 12 | 14 | 14 | 43 | 58 | -15  |
| 11   | Deportivo Cali           | 35  | 40 | 12 | 11 | 17 | 47 | 51 | -4   |
| 12   | Sporting de Barranquilla | 32  | 40 | 10 | 12 | 18 | 40 | 64 | -24  |
| 13   | Atlético Bucaramanga     | 29  | 40 | 8  | 13 | 19 | 36 | 54 | -18  |
| 14   | Once Caldas              | 21  | 40 | 4  | 14 | 22 | 36 | 65 | -29  |
| 15   | Unión Magdalena          | 20  | 40 | 5  | 10 | 25 | 24 | 58 | -34  |

|  | Qualification pour l'Octogonal |

### Octogonal
| Rang | Équipe                 | Pts   | J  | G  | N | P  | Bp | Bc | Diff |
| ---- | ---------------------- | ----- | -- | -- | - | -- | -- | -- | ---- |
| 1    | CD Los MillonariosT    | 24,5  | 14 | 10 | 3 | 1  | 32 | 10 | +22  |
| 2    | Atlético Nacional      | 24,5  | 14 | 10 | 3 | 1  | 23 | 5  | +18  |
| 3    | América de Cali        | 18,75 | 14 | 7  | 4 | 3  | 31 | 16 | +15  |
| 4    | Independiente Santa Fe | 17,75 | 14 | 7  | 3 | 4  | 23 | 12 | +11  |
| 5    | Atlético Junior        | 14,25 | 14 | 4  | 6 | 4  | 15 | 15 | 0    |
| 6    | Deportivo Pereira      | 7     | 14 | 2  | 3 | 9  | 9  | 32 | -23  |
| 7    | Deportes Quindío       | 6     | 14 | 1  | 4 | 9  | 7  | 33 | -26  |
| 8    | Cúcuta Deportivo       | 4     | 14 | 1  | 2 | 11 | 7  | 24 | -17  |

|  | Qualification pour la Copa Libertadores 1989 |

## Bilan de la saison
| Championnat de Colombie de football 1988 |                                |
| Champion                                 | CD Los Millonarios (13e titre) |
| Qualifications continentales             |                                |
| Copa Libertadores 1989                   | CD Los Millonarios             |
| Copa Libertadores 1989                   | Atlético Nacional              |
| Promotions et relégations                |                                |
| Promus en Primera A                      | Aucun                          |
| Relégués en Primera B                    | Aucun                          |